# دم (سرار)

تعديل مصدري - تعديل

دم هي إحدى قرى عزلة سرار بمديرية سرار التابعة لمحافظة أبين، بلغ تعداد سكانها 41 نسمة حسب تعداد اليمن لعام 2004.